# Sunbeam 3 Litre
Sunbeam 3 Litre är en sportbil, tillverkad av den brittiska biltillverkaren Sunbeam mellan 1925 och 1930.
Sunbeam byggde en av tjugotalets bästa brittiska bilar med 3 Litre Super Sports. Den avancerade motorn hämtades från en Grand Prix-bil och hade dubbla överliggande kamaxlar och torrsumpsmörjning. Chassit var en blandning av gammalt och nytt. Bakhjulsupphängningen med kantileverfjädring var urmodig, men bilen hade servoassisterade fyrhjulsbromsar. 
Bilen presenterades 1925 och redan samma år kom den tvåa vid Le Mans 24-timmars, före värsta konkurrenten Bentley. Därefter slutade Sunbeam att tävla med modellen och den såldes som en snabb landsvägsvagn. Den långa hjulbasen gjorde bilen olämplig för tävlingsbruk och STD-gruppen satsade på Darracq-bilarna för tävlingar. De sista åren kunde bilen levereras med kompressor.